# آسمان‌تاب

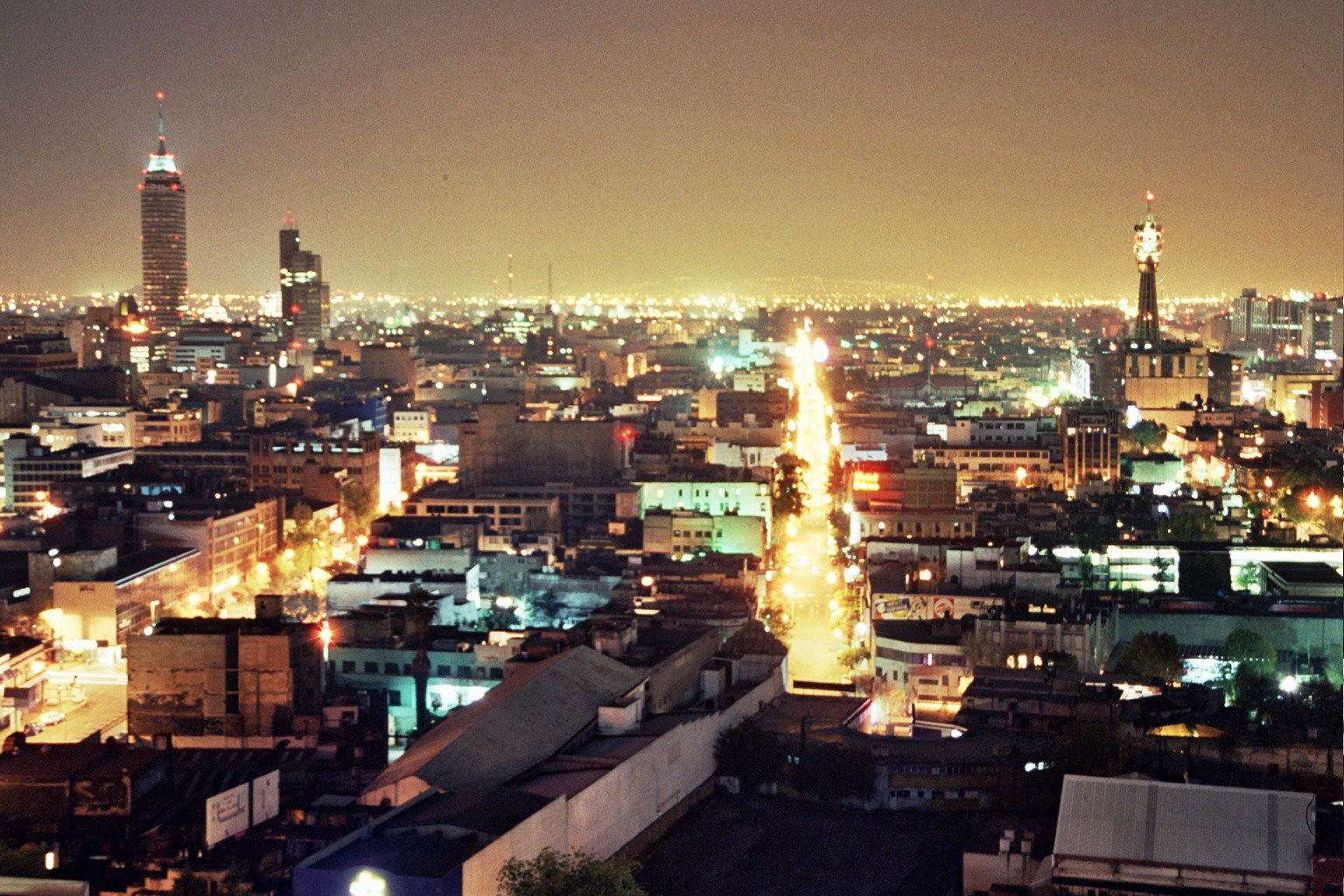
مکزیکو سیتی در شب، که آسمان‌تاب را نشان‌می‌دهد

آسمان‌تاب یا تابش آسمان (انگلیسی: Skyglow) به پخش‌شدن نور در آسمان شب گفته می‌شود که جدا از تابش منابع نوری مانند ماه و ستاره‌ها است که هرکدام مستقل دیده می‌شوند. معمولاً در حالتی که نور حالت آلاینده می‌گیرد و آلودگی نوری با نورهای مصنوعی ایجاد می‌شود، آسمان تاب را می‌بینیم. اما بطور کلی آسمان‌تاب ممکن است شامل هر نور پراکنده‌ای باشد که در شب دیده می‌شود، از جمله نورهای طبیعی مانند: اخترتاب، صبح کاذب و هواتاب.
به این ترتیب آسمان‌تاب در اثر آلودگی نوری ناشی از تابش منابع نور مصنوعی، از جمله روشنایی الکتریکی (یا به ندرت گاز) برای روشنایی و تبلیغات محیطی با از طریق شراره‌های گاز سکوهای نفتی و پالایشگاه‌ها ناشی می‌شود. انتشار نور به‌طور مستقیم از منابع نوری رو به بالا،‌ محافظت نشده یا کاملاً محافظت شده، یا پس از انعکاس از زمین یا سایر سطوح، تا حدی به سمت زمین پراکنده می‌شود و درخششی پراکنده ایجاد می‌کند که از فواصل طولانی قابل مشاهده است. آسمان‌تاب ایجاد شده با نورهای مصنوعی اغلب به‌عنوان یک گنبد نورانی درخشان در شهرها مورد توجه قرار می‌گیرد که در سراسر جهان توسعه یافته پدیده‌ای فراگیر محسوب می‌شد.

## تشخیص آسمان تاب
برای ستاره‌شناسان تشخیص گنبدهای نورانی در افق شبِ نقاط رصدی بیرون شهر، سهل و آسان است. با این حال معمولاً افراد کمتری متوجه آن شده و گاه با نور طلوع یا غروب خورشید اشتباه می گیرند. اما آلودگی نوری‌ای که به معناي واقعی ستاره‌شناسان را اذیت می‌کند، وجود پدیده‌ای به نام «آسمان‌تاب» است. آسمان‌تاب، روشنايي مبهم زمينه آسمان است که حتی با دور شدن از شهرها باز هم افق بالای سر شهرها را به‌صورت کروی روشن مي‌کند. شدت آسمان‌تاب با فصل، زمان و شرایط جوی تغيير مي‌کند.
برای مثال، درخشندگی ستارگان با هوای پاک ارتباط مستقیم دارد. به‌طوری‌که هر چه هوا آلوده‌تر بوده و در روز به رنگ خاکستری درآید، درخشندگی ستارگان در شب کمتر و برعکس در روزهايي که باد می‌وزد یا برف و باران می‌بارد، آسمان شب، درخشنده‌تر است. زيرا ذرات معلق در آسمان موجب پراکندگی نورهايي بازتابیده از زمين به آسمان شده، مانند یک آینه عمل کرده و از خروج پرتوهای نور به فضا جلوگیری می‌کنند و بدتر از آن، پرتوها را دوباره به سمت زمین باز می‌گردانند. در بیان کامل‌تر این نورها به لايه‌های بالايی اتمسفر منتقل شده و در آنجا با قطره‌های آب و يا ذرات غبار و ائروسل، مانند باكتری‌ها اسپورها، نمك‌های دريايی و يا ذرات معدنی با منشا طبيعی و صنعتی منكسر و پراكنده می‌شود. پس می‌توان اینطور پیش‌بینی کرد که آبی‌تر بودن آسمان روز، شبی تاريک‌تر را نويد می‌دهد.